# Decadència
 (avril 2024).
Si vous disposez d'ouvrages ou d'articles de référence ou si vous connaissez des sites web de qualité traitant du thème abordé ici, merci de compléter l'article en donnant les références utiles à sa vérifiabilité et en les liant à la section « Notes et références ».
La Decadència (en français : La Décadence) est une période de la littérature catalane qui débute à l'époque moderne au XVIe siècle et prend fin au XIXe siècle avec la Renaixença (Renaissance).
Cette période coïncide avec la généralisation de l'usage de la langue castillane dans toute l'Espagne et le déclin des institutions de la couronne d'Aragon, conséquence de l'union des couronnes de Castille et d'Aragon, ainsi que du mariage de Jeanne Ire de Castille avec Philippe de Habsbourg. Cette castillinisation des territoires de la couronne d'Aragon est notamment liée à la disparition au début du XVIe siècle de la chancellerie royale d'Aragon, qui rédigeait jusque-là tous ses documents officiels en catalan ou en aragonais, et au déclin du commerce en Catalogne, celui-ci étant désormais orienté vers l'océan Atlantique après la découverte de l'Amérique en 1492. La décadence catalane qui débute au XVIe siècle contraste avec le siècle d'or de la littérature castillane qui commence au même moment.
Les principaux auteurs de la Decadència sont Francesc Vicent Garcia, Juan de Timoneda, Francesc Fontanella et Josep Romaguera.

## Histoire

### Le remplacement du catalan par le castillan

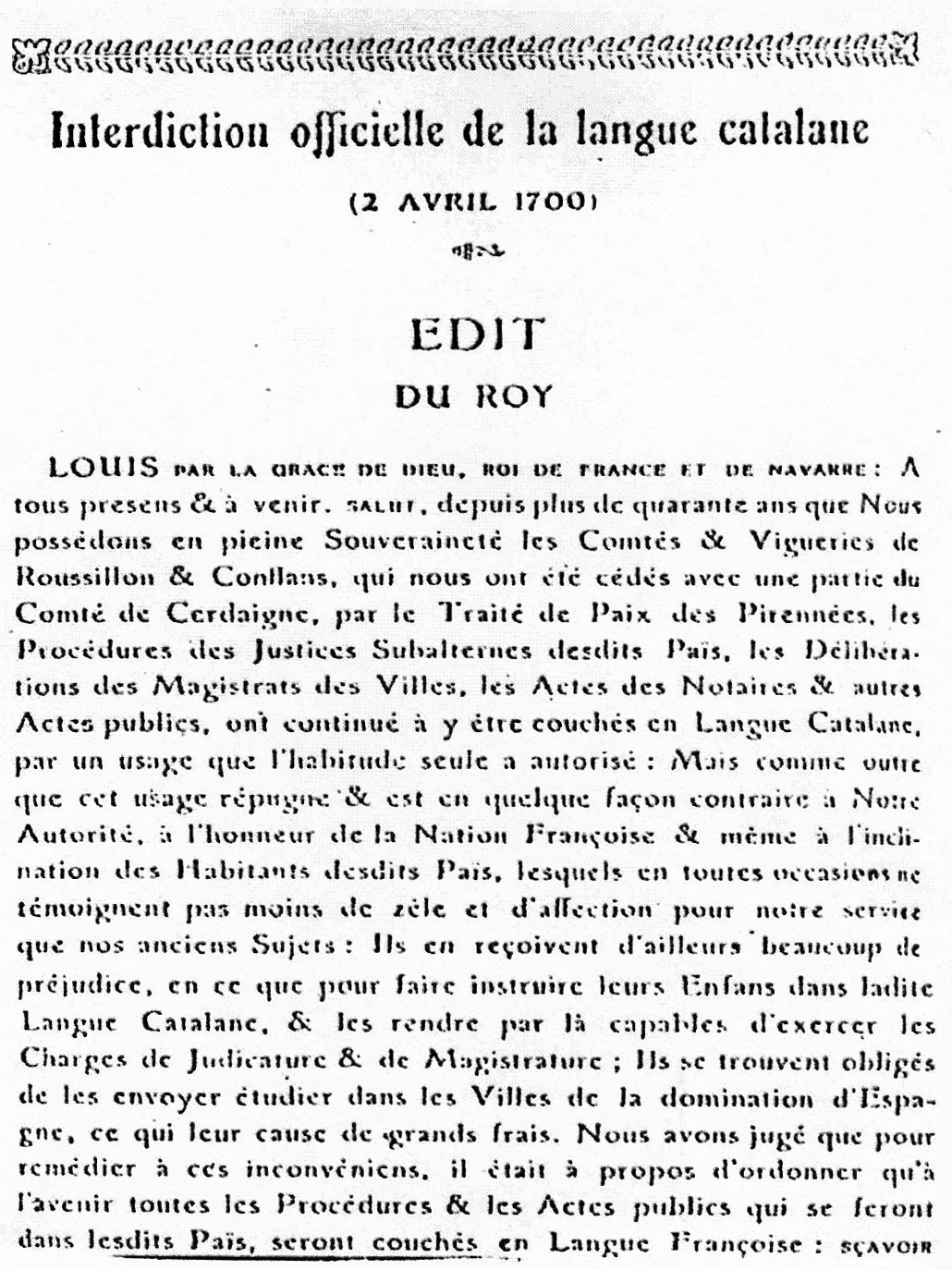
Décret d'Interdiction Officielle de la Langue Catalane.

Aux XVIe et XVIIe siècles dans les pays catalans, le catalan reste la langue populaire pour la plupart des usages : relations familiales, à l'église, avec l'administration, dans l'enseignement et dans les ouvrages techniques ou historiques. Cependant, un certain nombre de facteurs ont progressivement introduit l'usage du castillan au sein des populations catalanophones :
1. L'influence de la cour castillane.
2. Le prestige de la littérature castillane, en plein siècle d'or, qui incite de nombreux auteurs à se tourner vers le castillan plutôt que vers le catalan (par exemple le poète Juan Boscán).
3. L'imprimerie, qui pour des raisons de plus grande diffusion et de rentabilité favorise les ouvrages en castillan plutôt qu'en catalan.
4. La guerre des faucheurs (1640-1659), dans laquelle s'affrontent la principauté de Catalogne et le roi Philippe IV. Après la fin du conflit et le traité des Pyrénées de 1659 entre l'Espagne et la France, cette dernière prend possession du Roussillon, de la haute Cerdagne, du Conflent et du Vallespir. En 1700, Louis XIV y interdit l'usage du catalan pour les actes officiels et les classes éduquées se tournent alors vers le français.

### La décadence
Du fait de la diminution de l'usage du catalan par les classes supérieures ou lettrées, la production des œuvres en tous genres dans cette langue diminue nettement du XVIe au XVIIIe siècle à la fois en quantité et en qualité. Ce constat des historiens contemporains de la littérature catalane les a donc conduits à qualifier cette période de Décadence. Malgré tout, durant cette période, le catalan conserve son usage populaire, au moins jusqu'au XVIIIe siècle, et divers auteurs continuent à écrire en catalan : Cristòfor Despuig, Pere Serafí, Francesc Vicent Garcia, Francesc Fontanella, Joan Ramis i Ramis, etc.

### La guerre de succession et les décrets de Nueva Planta
En 1700, après la mort du roi Charles II, éclate la guerre de succession entre les partisans de Charles d'Autriche et Philippe d'Anjou. La couronne d'Aragon prend parti pour Charles d'Autriche, qui perd la guerre. Les conséquences pour les pays catalans sont désastreuses, avec notamment l'application des décrets de Nueva Planta, pris entre 1707 et 1716, qui imposent l'usage du castillan comme langue exclusive dans l'administration et le gouvernement et l'interdiction du catalan dans les écoles, les églises, dans la comptabilité et même au théâtre. Dès lors, l'usage du catalan ne se maintient que pour les affaires informelles et à l'oral.

## Auteurs
- Cristòfor Despuig (1510-1574), historien ;
- Francesc Fontanella (1622-1683), prêtre et poète ;
- Francesc Vicent Garcia (1582-1623), poète ;
- Joan Ramis i Ramis (1746-1819), avocat, historien et écrivain ;
- Josep Romaguera (1642-1723), prêtre, écrivain et poète ;
- Joaquim Rubió i Ors (1818-1899), écrivain, poète et historien ;
- Pere Serafí (1510-1567), peintre et écrivain ;
- Juan de Timoneda (1490-1583), écrivain et éditeur.

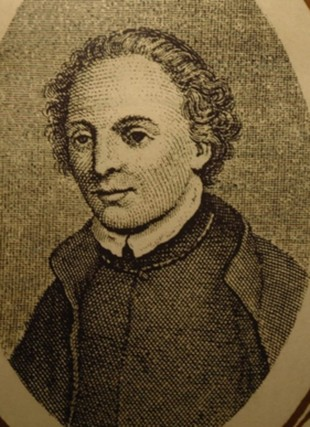
Francesc Vicent Garcia
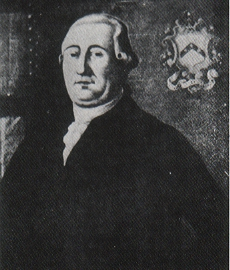
Joan Ramis i Ramis
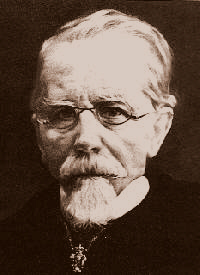
Joaquim Rubió i Ors